# نورفولك الشمالية (دائرة انتخابية في المملكة المتحدة)
نورفولك الشمالية (بالإنجليزية: North Norfolk)‏ هي إحدى الدوائر الانتخابية في المملكة المتحدة الممثلة في مجلس العموم في برلمان المملكة المتحدة.
عضو البرلمان الذي يمثلها حالياً هو :Norman Lamb (LD).